# Sałazgor´
Sałazgor´ (ros. Салазгорь) – wieś (sieło) w Rosji, w Mordowii, w rejonie torbiejewskim. W 2021 liczyła 1059 mieszkańców.